# 食用系少女
食用系少女（しょくようけいしょうじょ、英語：You can eat the girl）は台湾のB級グルメを題材にした萌え擬人化キャラクターとそのプロジェクトによるメディアミックス作品の総称。
高捷少女などのヒット作をもつ希萌創意によって生み出され、過去作品と異なりタイアップなしで展開されているが、二次創作は他の希萌創意キャラクター同様、個人・非商用・非営利など社の規定範囲内であれば概ね容認されている。
バレンタインデーの2018年2月14日に1人目が発表されて以降数ヶ月で複数のキャラクターの発表とゲーム化決定がなされた。
登場当初は現地語タイトル名を「果然在美食街尋求邂逅一定是哪裡搞錯了（邦題：夜市で出会いを求めるなんてやはり間違っているだろうか）」と称していたが、6人目のキャラクター発表とゲーム化始動の正式告知時に現在のタイトルとなり、副題化された。

## キャラクター
日本語名は希萌創意公式に準拠。

### 主要キャラクター
小圓（シャオユェン、拼音: Xiǎo yuán、日本語名：マドカ）
モデル料理：タピオカミルクティー
身長：148cm、体重：不明、誕生日：1月18日（山羊座）、血液型：O型
ミルクティー色の髪やタピオカの髪飾り、茶葉のネックスカーフがトレードマーク。高カロリーで近寄りがたい外見に反して自分が友人と認めた者へは配慮を欠かさない。友人認定した小光とはネット上で「HC high calorie(高卡路里)」というアイドルユニットを結成している。週末にオンラインゲーム実況をするのが習慣で、ツッコミ役。
小光（シャオグゥァン、拼音: Xiǎo guāng、日本語名：ヒカリ）
モデル料理：台湾風フライドチキン（雞排）
身長：167cm、体重：不明、誕生日：11月22日（射手座）、血液型：B型
ヘッドフォンがトレードマーク。「台湾の人気B級グルメ女王」の称号があるが、天然ボケキャラで小圓とは姉妹のように仲がいい。
小滷（シャオルー、拼音: Xiǎo lǔ、日本語名：ルル）
モデル料理：滷肉飯（ルーローファン）
身長：145cm、体重：38kg、誕生日：1月22日（水瓶座）、血液型：O型
「30元」と書かれた緩めのシャツがトレードマーク。インフレによる原材料価格の高騰で品質維持のために値上げに踏み切ったことで客に抗議され、失望感から廃人キャラに転じた設定。
龍兒（ロンアー、拼音: Lóng er、日本語名：シャオロン）
モデル料理：小籠包
身長：144cm、体重：40kg、誕生日：6月24日（蟹座）、血液型：A型
小籠包型の団子ヘアがトレードマーク。
果果（グォグォ、拼音: Guǒ guǒ、日本語名：ココ）
モデル料理：マンゴーかき氷
身長：152cm、体重：44kg、誕生日：10月21日（てんびん座）、血液型：AB型
外見は女子中高生に見えるが、実年齢は不詳。かき氷店の開店時間は美食街の他の店より早く、客には老若男女問わず看板娘として認められているだけでなく美食街の歴史や逸話を唐突に語り出すなど人々は彼女の実年齢が何歳か興味津々となる。店にとっては夏は最高の時季だが果果は大嫌いな季節。気温が高くなりすぎると溶けてしまうキャラクター設定のため、夏に店外に出ることは非常に少ない
叭噗（パープー、拼音: Bā pū、日本語名：パープー（ぱーちゃん））
モデル料理：台湾式アイスクリーム（冰淇淋）
身長：150cm、体重：38kg、誕生日：5月2日（おうし座）、血液型：不明
台湾ではアイスクリームは自転車での街頭販売が発祥で、日本の豆腐屋が用いるラッパのような鳴り物の音から発せられる「パープー（叭噗）」あるいは「パーブー（叭咘）」という擬音語自体がアイスクリーム(屋)を意味するものとして定着している。夏になると人気が上昇するが、果果と同じく猛暑を苦手としている。自転車の荷台にはアイスクリーム以外に秘密の道具が隠されている。

### ゲーム作品のみ登場のキャラクター
美食街会長
身長：175cm、体重：70kg、誕生日：5月22日（双子座）、血液型：AB型
唯一の男性キャラクター。
ボス
身長：173cm、体重：52.4kg、誕生日：11月11日（さそり座）、血液型：O型
絢桜（シェンイン）
身長：156cm(本体3.5cm) 、体重42kg(本体10グラム)、誕生日：2月21日
希萌創意の別プロジェクト「初夏的東港之桜」からのゲスト参加。某所にある漁港の観光を広報し、観光大使として人々に海洋の生態系とサクラエビの珍重さを知らしめるべく美食街に時折出現する。

### 追加キャラクター
2019年春に次作ゲームソフト開発のアナウンスとともに発表された。
小紅（シャオホン、拼音: Xiǎo hóng、日本語名：クミ）
モデル料理：紅焼牛肉麺
身長：142cm、体重：38kg、誕生日：5月17日（おうし座）、血液型：O型
小清の姉で、シスコンキャラ。好きなものは妹の小清、嫌いなものはクレーマー。
小清（シャオシン、拼音: Xiǎo qīng、日本語名：キヨミ）
モデル料理：清燉牛肉麺
身長：142cm、体重：38kg、誕生日：5月17日（おうし座）、血液型：A型
小紅の妹で、同じくシスコンキャラ。好きなものは姉の小紅、潔癖症のため不潔なものが嫌い。
蚵蚵（クークー、拼音: Kēkē、日本語名：リム）
モデル料理：蚵仔煎
身長：156cm、体重：46kg、誕生日：3月4日（うお座）、血液型：AB型
腐子（フーズー、拼音: Fǔzǐ、日本語名：ふこ）
モデル料理：揚げ臭豆腐
身長：147cm、体重：42kg、誕生日：3月21日（おひつじ座）、血液型：B型
化学添加剤が嫌い。

## メディアミックス

### ゲームソフト

#### 食用系少女 You can eat the girl
本作では1人多数役だった希萌創意の前作『東津萌米 穂姫』と異なり、個別キャラクターの性別、設定の選択肢が明確に分かれているためプレーしやすくなっている。2018年5月に体験版が、同年夏に中文の正規パッケージ版『食用系少女 You can eat the girl』がリリース。日本ではアキバホビーが取り扱っている。同年末にSteamによる日本語版を含む配信版がリリース予定だったが無期延期されていた。希萌創意は「(Steamを運営する)Valve Corporationから「未成年ポルノのコンテンツが含まれる」という指摘を受け修正行ったが、具体的な問題点を示さないままリジェクトされた。」と説明している。数度にわたるリジェクトの末、2019年6月6日にディスク版からルル（小滷）のキャラクター設定（衣装や身長）などの変更が反映されたSteam用ダウンロード版が『食用系少女 Food Girls』のタイトルでリリースされた。
2020年11月26日には、Nintendo Switch版『食用系少女 Food Girls』が発売された。前述のルルのデザインはオリジナル版のものに戻っている。
- プレー方式

経営シミュレーションと美少女育成が複合したスタイルで顧問を選択した場合、チャット機能で3名の美少女キャラたちの感情をコントロールするだけでなく、食品衛生問題などの突発的なトラブルに対処することが求められ、多彩なイベントへの対応力が顧問の能力評価に影響する。

#### 食用系少女 2：美食內戰
2019年7月、年明けに発表されたキャラクターを加えた続編となる『食用系少女 2：美食內戰』）の体験版が月初にリリースされ、月末の同人即売会『開拓動漫祭（FF34）』で中文パッケージ版が、12月14日にはSteam版『食用系少女：美食內戰 Food Girls：Civil War』が全世界同時販売開始。2022年4月28日にはNintendo Switch版『食用系少女 2 美食内戦』が発売された。
- プレー方式

シャオロン・ココとクミ・キヨミを中心としたチーム戦。

#### 食用系少女 - マドカのドリンクスタンドVR
2020年4月17日、スピンオフ作品となる『食用系少女 - マドカのドリンクスタンドVR』（中：食用系少女-小圓的手搖飲料店VR、英：Food Girls - Bubbles' Drink Stand VR）がSteamで発売された。マドカが開店したドリンクスタンドでプレイヤーが客へのドリンク提供を手伝うという内容。VR対応で、VR機器がなくてもプレイ可能。

#### キャスト
パッケージ版拡張パックとSteam、Nintendo Switchによるリリースされる日本語版でのCVは以下の通り。
1作目より登場
- マドカ（小圓）：七瀬彩夏
- ヒカリ（小光）：深川芹亜
- ルル（小滷）：水瀬いのり

2作目より登場
- シャオロン（龍兒）：野中藍
- ココ（果果）：佐藤聡美
- クミ（小紅）：門脇舞以
- キヨミ（小清）：名塚佳織

### PV
2019年11月、食用系少女テーマソングが発表された。
- ボーカル：薛南
- 作詞：Uniparity
- 作曲／編曲：3R2

### ライトノベル
- 食用系少女～不快點吃的話會融化唷❤ - （作：D51（中国語版）、イラスト：Oneko、東立出版社、2019年1月19日、EAN 4710945559087）[38]
- 食用系少女～進擊的滷肉飯保衛戰！（全） - （作：風聆、イラスト：TwinBox、東立出版社、2019年6月27日、ISBN 9789572630280）
- 食用系少女～超高卡路里少女激萌出道！（全） - （作：值言（中国語版）、イラスト：迷子焼、東立出版社、2019年8月1日、ISBN 9789572637685）[39]
- 食用系少女～樂團少女Project火熱開催！全 - （作：值言、イラスト：KS、東立出版社、2019年12月5日、ISBN 9789572644683）
- 食用系少女～小圓的純天然珍奶限量發售！（作：值言、イラスト：TwinBox、東立出版社、2020年10月、ISBN 9789572656976）[40]

### ボードゲーム
- 食用系少女 - 美食街大騷動（2019年11月のPF31[41]）

### コラボレーション
- クイズRPG 魔法使いと黒猫のウィズ[42]

### その他

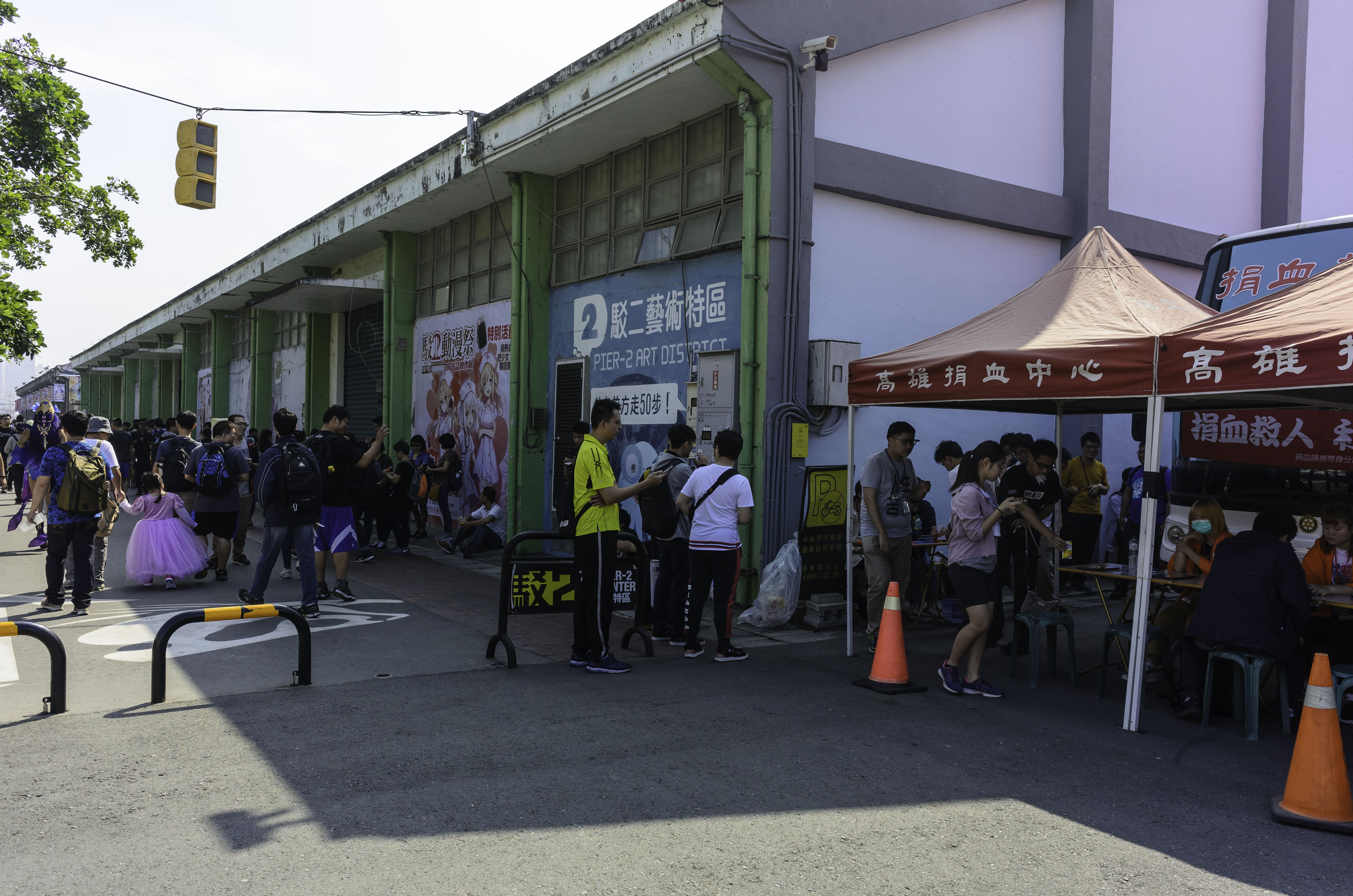
2019年の駁二動漫祭で行われた献血活動の様子

- 2019年9月、駁二動漫祭（FFK、高雄市駁二芸術特区にて11月に開催）で台湾血液基金会（中国語版）高雄捐血中心との合作により献血推進キャラクターとして起用されることになった[43][44]。

### 註釈
1. ↑  希萌創意公式英文訳[1]。ゲームソフトの英語タイトルとは異なる